# Montlebon
 Montlebon  es una comuna y población de Francia, en la región de Franco Condado, departamento de Doubs, en el distrito de Pontarlier y cantón de Morteau.
Su población en el censo de 2009 era de 1.912 habitantes.
Está integrada en la Communauté de communes du Canton de Morteau .

## Demografía
| 1394 | 1435 | 1465 | 1404 | 1587 | 1710 |
| Para los censos de 1962 a 1999 la población legal corresponde a la población sin duplicidades (Fuente: INSEE [Consultar]) |      |      |      |      |      |